# Todor Kolew (Fußballspieler, 1980)
Todor Kolew (bulgarisch Тодор Колев; * 2. August 1980 in Weliko Tarnowo) ist ein bulgarischer ehemaliger Fußballspieler.

## Karriere
Todor Kolew wechselte im Juli 2007 für eine Saison von Slawia Sofia zu Alemannia Aachen. Er wurde in 20 Spielen eingesetzt und schoss für die Alemannia fünf Tore. Aachen verzichtete im Mai 2008 jedoch auf die Möglichkeit, ihn nach Ende der Saison länger zu binden.
Für seinen früheren Verein Slawia Sofia schoss Kolew in 74 Spielen 42 Tore und wurde in der Saison 2006/07 mit 25 Treffern bulgarischer Torschützenkönig. Zu Slawia Sofia wechselte er von Marek Dupnitza. Vorher spielte er bei Lewski Sofia und wurde dort 2000 bulgarischer Fußballmeister und in den Jahren 2000, 2003 und 2005 bulgarischer Fußballpokalsieger.
Seit 2014 steht Kolew bei >FK Etar 1924 unter Vertrag.
Kolew bestritt 20 U21-Länderspiele für Bulgarien und schoss dabei sechs Tore.

## Erfolge
- Bulgarischer Meister: 2000, 2003, 2005
- Bulgarischer Pokalsieger: 2000, 2012